# V4650 Sagittarii
V4650 Sagittarii är en ensam stjärna i den mellersta delen av stjärnbilden Skytten belägen i kanten av Quintuplethopen. Den har en skenbar magnitud (B) av 19,3 och kräver ett teleskop med kamera för att kunna observeras. Baserat på beräknad parallax befinner den sig på ett avstånd på ca 25 000 ljusår (ca 8 000 parsek) från solen.

## Observation
V4650 Sagittarii katalogiserades först 1996 som stjärna 362 i en lista över stjärnor i det galaktiska mittområdet nära Quintuplethopen. Akronymen qF används för stjärnor i listan och därför är stjärnnamnet qF 362. Förkortningen FMM används också, därav FMM 362. Karaktären av lysande blå variabel hos qF 362 erkändes inte förrän 1999. Den är en av tre LBV nära Quintuplethopen, alla mycket ljusstarka stjärnor.

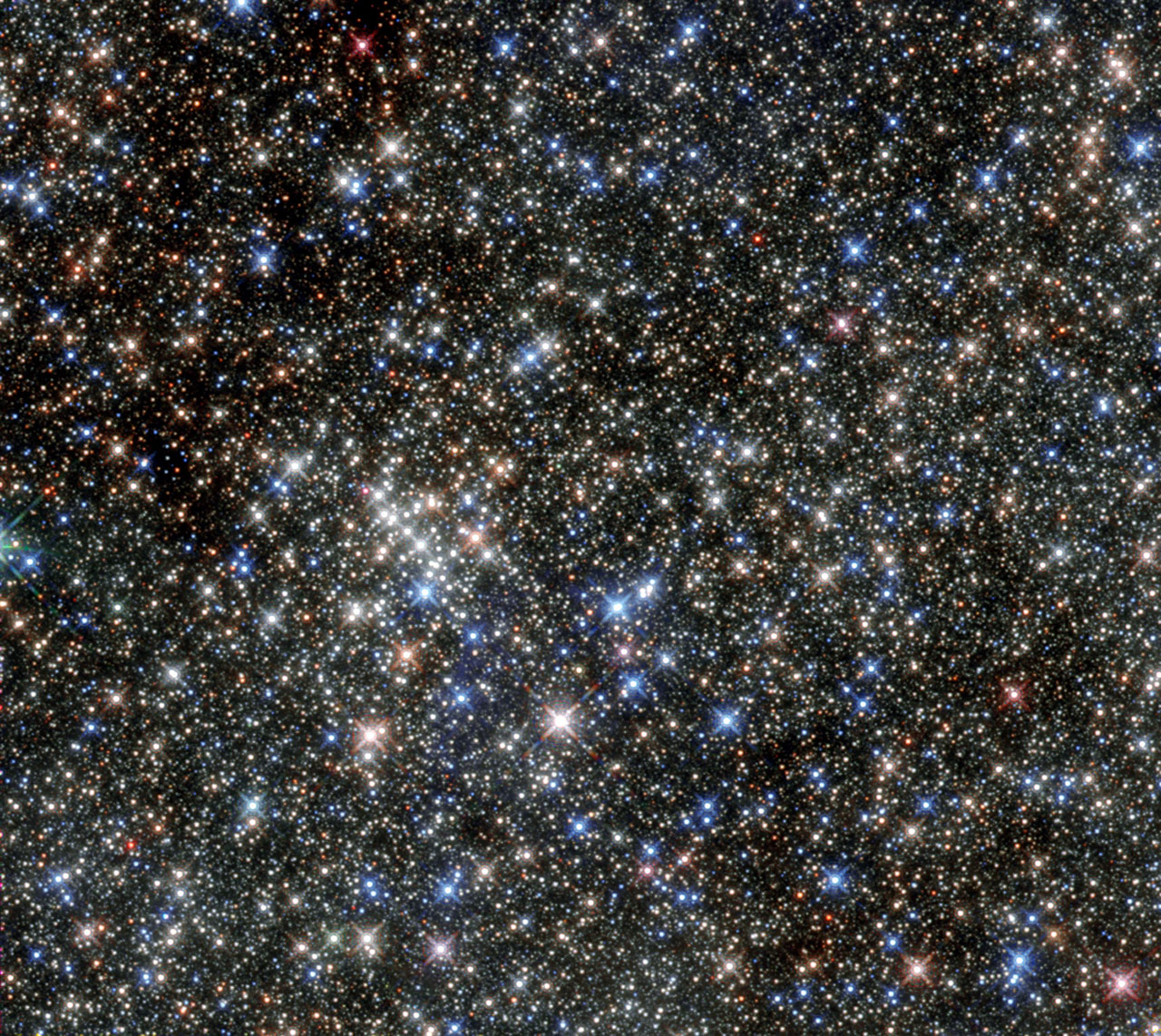
V4650 Sagittarii är det mycket ljusa objektet precis utanför den vänstra kanten av denna bild av Quintuplethopen, med endast dess diffraktionsspikar synliga.
Foto: Hubbleteleskopet\NIMCOS (Wide Field Camera 3)

V4650 Sagittarii upptäcktes med infrarödteleskop. Den är extremt svag vid optiska våglängder på grund av interstellär fördunkling. 2MASS-undersökningen registrerade den i 17:e magnituden i rött ljus och 19:e magnituden i blått ljus, medan den är ett objekt av 7:e magnituden i K-bandet infrarött.

## Egenskaper

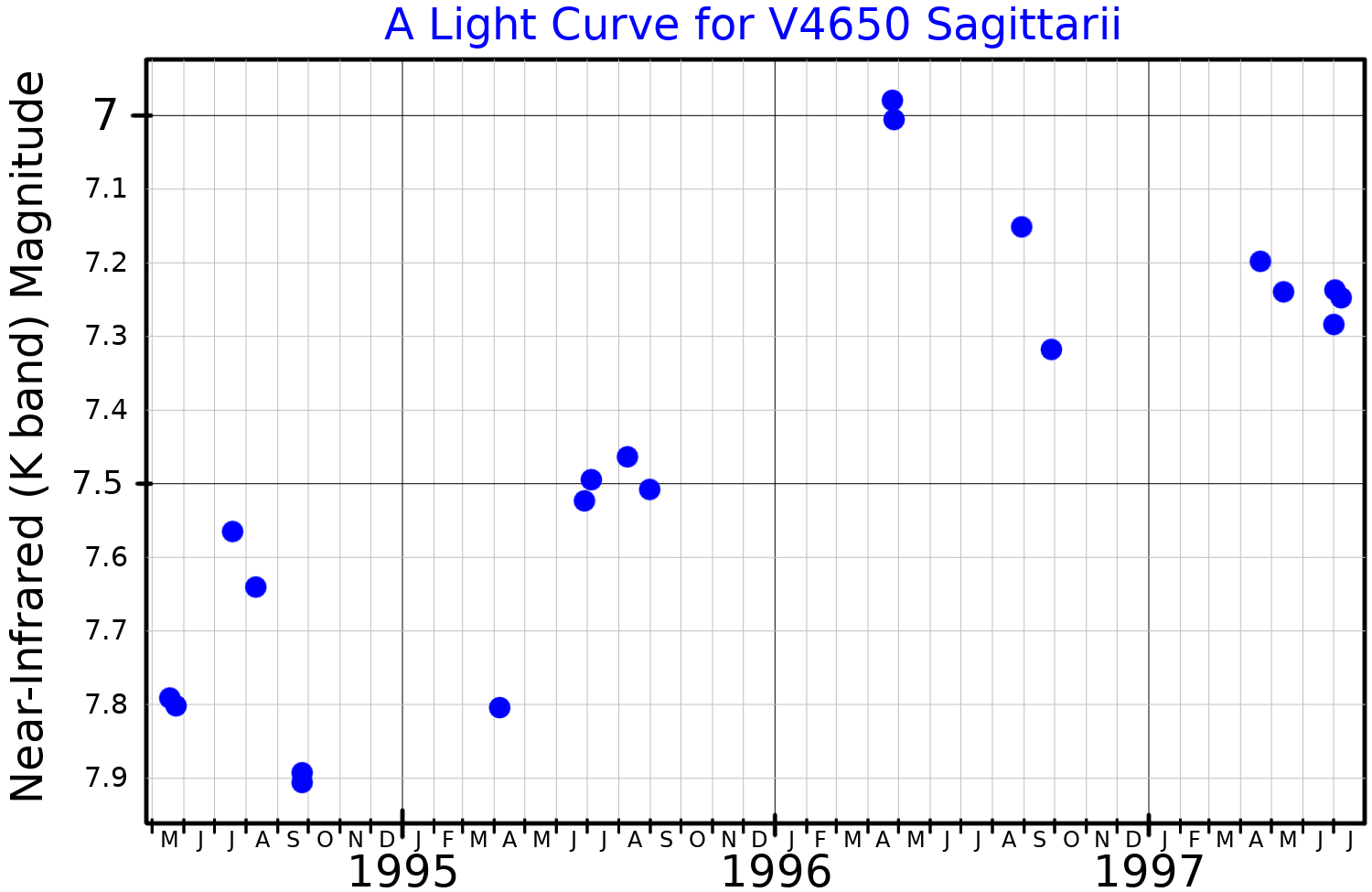
Ljuskurva i nära infraröd (K-bandet) för V4650 Sagittarii plottade från Glass et al. (1999).

V4650 Sagittarii beräknas vara en av de mest lysande stjärnorna som är kända, med en luminositet av 1 700 000 - 7 943 000 gånger solens. Det anses vara en naturligt lysande blå variabel, även om den inte har observerats ändra temperaturen från S Doradus minimiremsan till ett kallare utbrottstillstånd. Den infraröda ljusstyrkan har varierat mellan magnituden 7,0 och 7,9. Den beräknas ha en temperatur på 11 300 K och en radie på 350 solradier. Till skillnad från båda de två närliggande LBV:erna har V4650 Sagittarii ingen observerbar förbunden nebulositet.